# Lee Min-ho
Lee Min-ho (* 22. Juni 1987 in Dongjak-gu, Seoul, Südkorea) ist ein südkoreanischer Sänger, Schauspieler und Model. 2006 begann er mit kleineren Rollen in Fernsehserien seine Karriere und erzielte seinen ersten Durchbruch 2009 mit dem erfolgreichen Drama Boys Over Flowers (2009). Seitdem zählt er zu den populärsten Hallyu-Stars.

## Leben
Mit Hilfe eines Bekannten trat er während seines letzten High School Jahres der Schauspielschule Starhaus Entertainment bei. Nach seiner Ausbildung bekam er kleinere Rollen in einigen Fernsehfilmen. Der Durchbruch gelang ihm mit der Hauptrolle des Gu Jun-Pyo im KBS2-Drama Boys over Flowers.

## Filmografie
- 2005: Love Hymn
- 2006: Secret Campus
- 2007: Mackerel Run
- 2007: I Am Sam (Fernsehserie)
- 2008: Get Up
- 2008: Our School E.T
- 2008: Public Enemy Return
- 2009: Boys Over Flowers (Fernsehserie)
- 2010: Personal Taste (Fernsehserie)
- 2011: City Hunter (Fernsehserie)
- 2012: Faith (Fernsehserie)
- 2013: The Heirs – Highschool der Superreichen (Fernsehserie)
- 2015: Gangnam Blues (강남 1970 Gangnam 1970)
- 2016: Legends of the Blue Sea (Fernsehserie)
- 2016: 7 First Kisses (Fernsehserie)
- 2020: The King: Eternal Monarch (Fernsehserie)
- seit 2022: Pachinko – Ein einfaches Leben (Fernsehserie)

## Auszeichnungen
- 2009: MTN Broadcast Advertisement Festival: Beliebtester Werbemodel (Trugen Commercial)
- 2009: 45th Baeksang Arts Awards: Best Newcomer Actors Award für Boys Over Flowers
- 2009: Best Commercial Star Award[2]
- 2009: KBS Drama Awards: Male Rookie Award für Boys Over Flowers
- 2009: KBS Drama Awards: Best Couple Award mit Koo Hye-sun für Boys Over Flowers[3]
- 2010: MNet 20’s Choice Awards: Hot Actor
- 2010: MBC Drama Awards: Excellence Award für Personal Taste[4]
- 2011: Korea Drama Festival: Best Actor Award für City Hunter
- 2011: Korea Drama Festival: Hallyu Star Award für City Hunter